# Adalbert von Bredow
Friedrich William Adalbert von Bredow (Briesen, 24 maggio 1814 – 3 marzo 1890) è stato un ufficiale tedesco.

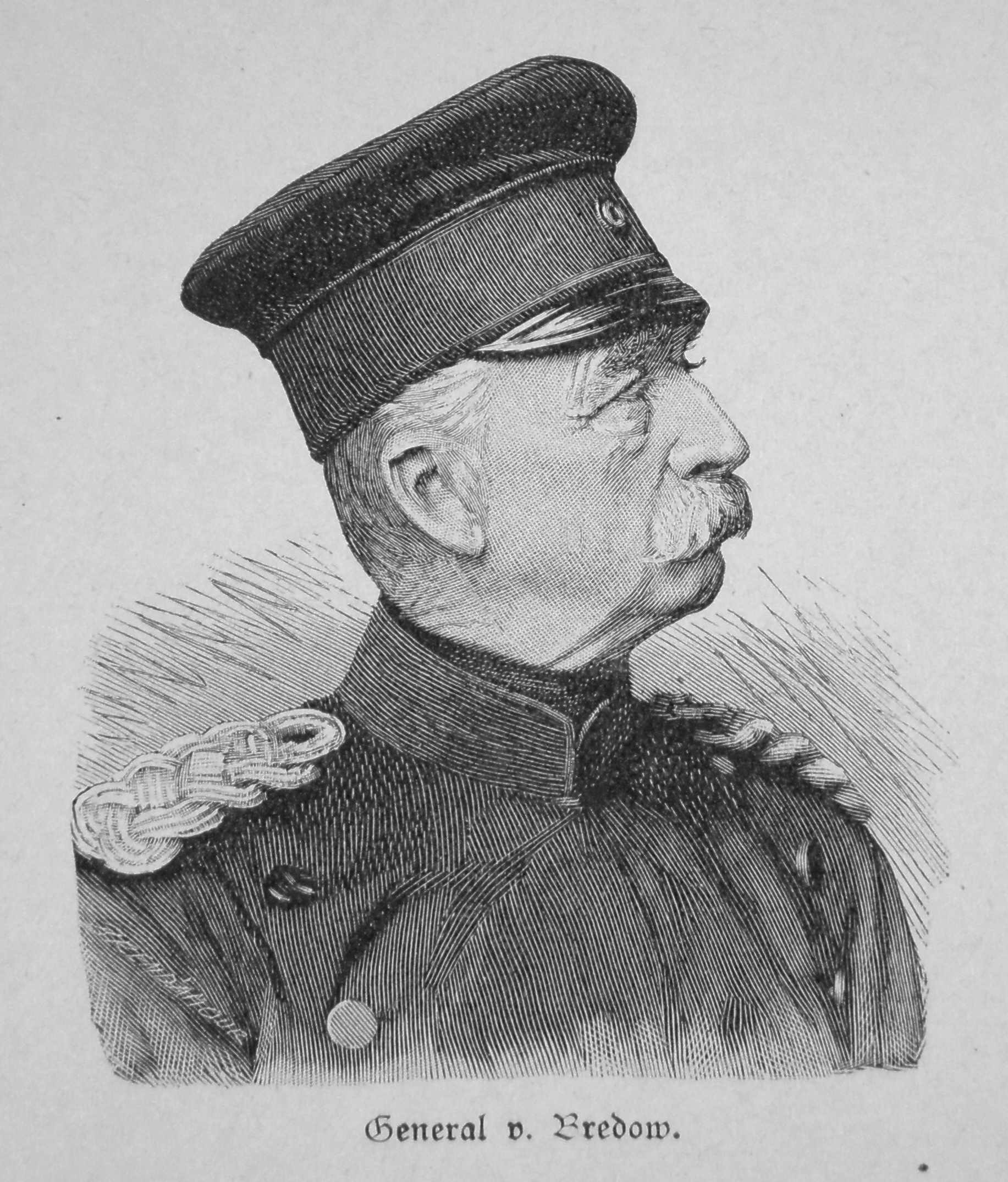
Adalbert von Bredow.

  Nato a Briesen entrò nell'esercito nel 1832. Divenne famoso per il suo valoroso comportamento durante la guerra franco-prussiana. Alla battaglia di Mars-la-Tour del 16 agosto 1870 comandò la carica del 7º corazzieri, del 13º dragoni e del 16º ulani della 12ª brigata di cavalleria prussiana in una delle ultime cariche di cavalleria della storia dell'Europa occidentale dopo la carica della brigata leggera nella guerra di Crimea.
Prima del suo assalto von Bredow dichiarò: "Costerà per ciò che sarà". La "Cavalcata della morte di von Bredow" provocò pesanti perdite alle forze prussiane, quasi la metà degli uomini impiegati, ma riuscì a sconfiggere una forza francese che era in superiorità numerica di quattro a uno e che poteva contare sul supporto dell'artiglieria.
Nel 1873 si ritirò dall'esercito per assumere la gestione del patrimonio di suo padre. Il 2 marzo 1849 si sposò con Elise Cäcilie Friederike Kühne, ed ebbe 11 figli. Adalbert von Bredow morì il 3 marzo 1890.